# Двойной обгон
«Двойной обгон» — советский художественный фильм режиссёра Александра Гордона.

## Сюжет
В небольшом южном городке на берегу моря шофёры-дальнобойщики из Совтрансавто Виктор и Иван Петрович (Вадим Михеенко и Юрий Назаров) — в отпуске. Виктор и его маленькая дочь Катя беззаботно проводят время. Петрович в тот же день говорит Виктору о преждевременном окончании отпуска.
На следующий день с грузового теплохода «Леонид Собинов» доставляют заграничную импортную кожу. Её грузят в фургон Виктора и Петровича.
Главарь местной преступной группировки Мизин (Николай Прокопович) узнаёт об этом и звонит одному из своих сообщников, чтобы предупредить о том, что дальнобойщики выехали с грузом. Двое его сообщников тем же вечером на поезде выехали для совершения грабежа — Артеньев («Жук») и Жигаев (Витаутас Томкус и Александр Коршунов). Преступники для участия в нападении с целью захвата груза были специально подобраны по внешности и по возрасту похожими на дальнобойщиков, для того чтобы можно было воспользоваться их документами и беспрепятственно двигаться с украденным грузом, не опасаясь проверок.
После разговора с сообщниками Мизин встречается с бывшим угонщиком автомобилей Валабаевым (Виктор Фокин) и предлагает ему преступную сделку, а именно — чтобы он угнал для преступников машину и дал им переночевать у себя одну ночь за одну тысячу рублей. После долгих уговоров Валабаев согласился. Ночью Валабаев угнал для них машину — белый ВАЗ-2102 и привёз с собой поддельные номера. Они договариваются оставить ему машину на 300-м километре трассы и уезжают.
«Жук» с Лёнькой сокращают путь, сворачивают в горы, где прячутся в кошару возле заброшенного дома, «залегают».
Вечером домой к Валабаеву приезжает инспектор Меликов с опергруппой. Опергруппа устраивает обыск у него в гараже. Найдя в нём номера от машины, Меликов требует объяснений и отвозит Валабаева в отделение милиции для допроса. Тем временем «Жук» с Лёнькой готовятся к нападению на дальнобойщиков и уже видят их перед собой на дороге издалека в темноте. «Жигули» обгоняют фуру и исчезают впереди. Жигаев предложил Артеньеву напасть на водителей прямо сейчас, но тот ответил ему, что ещё рано.
Вскоре бандиты находят на дороге подходящее место для нападения, но тут внезапно подъезжает патрульная машина ГАИ и Лёнька прячется, а «Жук» делает вид, что ремонтирует двигатель. Из машины выходит капитан Маджиев (Борис Химичев) и предлагает помощь, но Артеньев отказывается. Маджиев желает ему счастливого пути и едет дальше.
Виктор сменяет Петровича за рулём, и вдруг он видит лежащего на дороге человека, рядом с которым стоят те самые белые «Жигули», которые некоторое время назад обогнали их фургон. К фуре подбегает «Жук» и просит о помощи — но когда оба водителя подошли, «Жук» вытаскивает из-под пиджака обрезок трубы и оглушает Виктора. Петрович, поняв, что они оказались один на один с бандитами, пытается защищаться, но «сбитый» Лёнька встаёт и бьёт его по голове рукояткой пистолета. Преступники связывают дальнобойщиков. Лёнька садится в автопоезд, а «Жук» — в «Жигули».
Капитан Маджиев приезжает на 18-й пост ГАИ, где работает инспектор по имени Наталья, к которой тот испытывает чувства. Вскоре всем постам приходит телефонограмма, в которой говорится об угнанном белом ВАЗ-2102. Догадавшись, что именно эту машину он видел на дороге, Маджиев звонит сержанту Иванову (Николай Маликов) с 17-го поста и предупреждает его о белых «Жигулях» и автофургоне. В это время «Жук» садится за руль грузовика, а Лёнька наклеивает фотографии себя и сообщника в водительские права дальнобойщиков. Подъехав к 17-му посту, Маджиев на площадке отдыха видит те самые белые «Жигули» — разумеется, пустые.
Милиционер в отделении сообщает задержанному Валабаеву, что угнанная им машина нашлась на трассе и что ему теперь придётся ответить за угон. После этого Валабаев начинает стучаться в дверь и требовать встречи с майором. Майор показывает ему фотографии разных преступников, и Валабаев опознаёт Артеньева и Жигаева.
На рассвете преступников тормозят на 17-м посту ГАИ. «Жук» идёт объясняться. Сержант Иванов спросил у «Жука», не видел ли он белые «Жигули», на что тот ответил отрицательно. Инспектор пожелал ему счастливого пути и преступники поехали дальше.
Вскоре преступников тормозят на 18-м посту для проверки документов. «Жук» передаёт инспектору Джафарову (Георгий Мартиросян) водительские права и документы на груз, а Наталья просит документы у сидящего в кабине Жигаева. Вдруг Джафаров слышит стук, доносящийся из фургона — водителю, связанному и запертому там, удаётся ударить несколько раз ногами в закрытую дверь. Увидев сорванную пломбу, услышав стук изнутри, Джафаров просит Артеньева открыть фургон, а Наталью — немедленно отойти подальше от машины, но Жигаев, не выдержав напряжения, выскакивает из кабины и стреляет в Наталью несколько раз, а потом — в Джафарова, но тот успевает ранить Жигаева в ногу. Сняв с убитого Джафарова рацию и подобрав табельный пистолет, «Жук» перевязывает ногу Жигаеву и они уезжают с места преступления. Вскоре Маджиев подъезжает к 18-му посту и видит лежащих на обочине Джафарова и Наталью, которая успевает ему сказать, что автопоезд захвачен бандитами. Подстёгиваемый теперь не только профессиональным долгом, но и чувством личной мести, Маджиев устремляется в погоню. Он сообщает о преступниках всем постам, несколько машин ГАИ также выезжают на их поиски.
Несмотря на то, что Жигаев начинает понимать, что далеко им уже не уйти, бандиты продолжают ехать вперёд. Вскоре Маджиев садится на хвост фуре. Спустя некоторое время преступникам ненадолго удаётся оторваться от него, но пришедший в себя Виктор завязывает драку прямо в кабине едущей на полной скорости фуры, из-за чего та врезается в скалу всего в нескольких метрах от сообщников бандитов. Жигаев гибнет. Из кабины разбитого грузовика выбирается Артеньев и, выбросив Мизина из его «Волги», пытается на ней скрыться, но настигший его Маджиев сталкивает её в кювет. К месту аварии стягиваются милицейские машины, «Жука» и Мизина арестовывают.
Виктор после тяжёлого ранения и больницы увольняется из «Совтрансавто» и выходит на пенсию. Он забирает свою дочку из интерната, и они уплывают на белом пароходе.

## В ролях
- Борис Химичев — Юрий Маджиев, капитан милиции, инспектор ГАИ
- Вадим Михеенко — Виктор, шофёр-дальнобойщик, вдовец, отец малолетней дочки Кати
- Юрий Назаров — Иван Петрович, шофёр-дальнобойщик со стажем, напарник Виктора
- Витаутас Томкус — Артеньев, рецидивист «Жук»
- Александр Коршунов — Лёнька (Леонид Фёдорович) Жигаев, грабитель-рецидивист
- Николай Прокопович — Мизин, главарь контрабандистов
- Виктор Фокин — Валабаев Василий Степанович, бывший осуждённый за грабёж и угон
- Екатерина Тарковская — Катя, дочь Виктора
- Наталья Гущина — Наташа, сержант милиции с 18-го поста ГАИ
- Георгий Мартиросян — Жора Джафаров, младший лейтенант милиции, инспектор ГАИ
- Владимир Мычкин — майор милиции
- Шавкат Газиев — Меликов, милиционер
- Станислав Михин — милиционер, допрашивавший Валабаева
- Николай Маликов — Элик Иванов, сержант милиции, инспектор ГАИ

## Съёмочная группа
- Авторы сценария: Александр Булганин, Николай Иванов
- Режиссёр: Александр Гордон
- Оператор: Вячеслав Сёмин
- Композитор: Виктор Бабушкин
- Художник: Ирина Лукашевич

В записи музыки к фильму принимала участие группа «Машина Времени», указанная в титрах как «Инструментальный ансамбль под управлением А. Макаревича». В фильме также звучат песня «What Is A Love?..» в исполнении Макаревича и Оксаны Шабиной, инструментальная тема Виктора Бабушкина к фильму «Случай в квадрате 36-80».
Песня также звучит в фильме «Тайна «Чёрных дроздов».
Съёмки фильма проходили в Ленинабадской области Таджикской ССР (сцены погони), Ялте.